# L'Alcúdia
Pour les articles homonymes, voir Alcúdia.

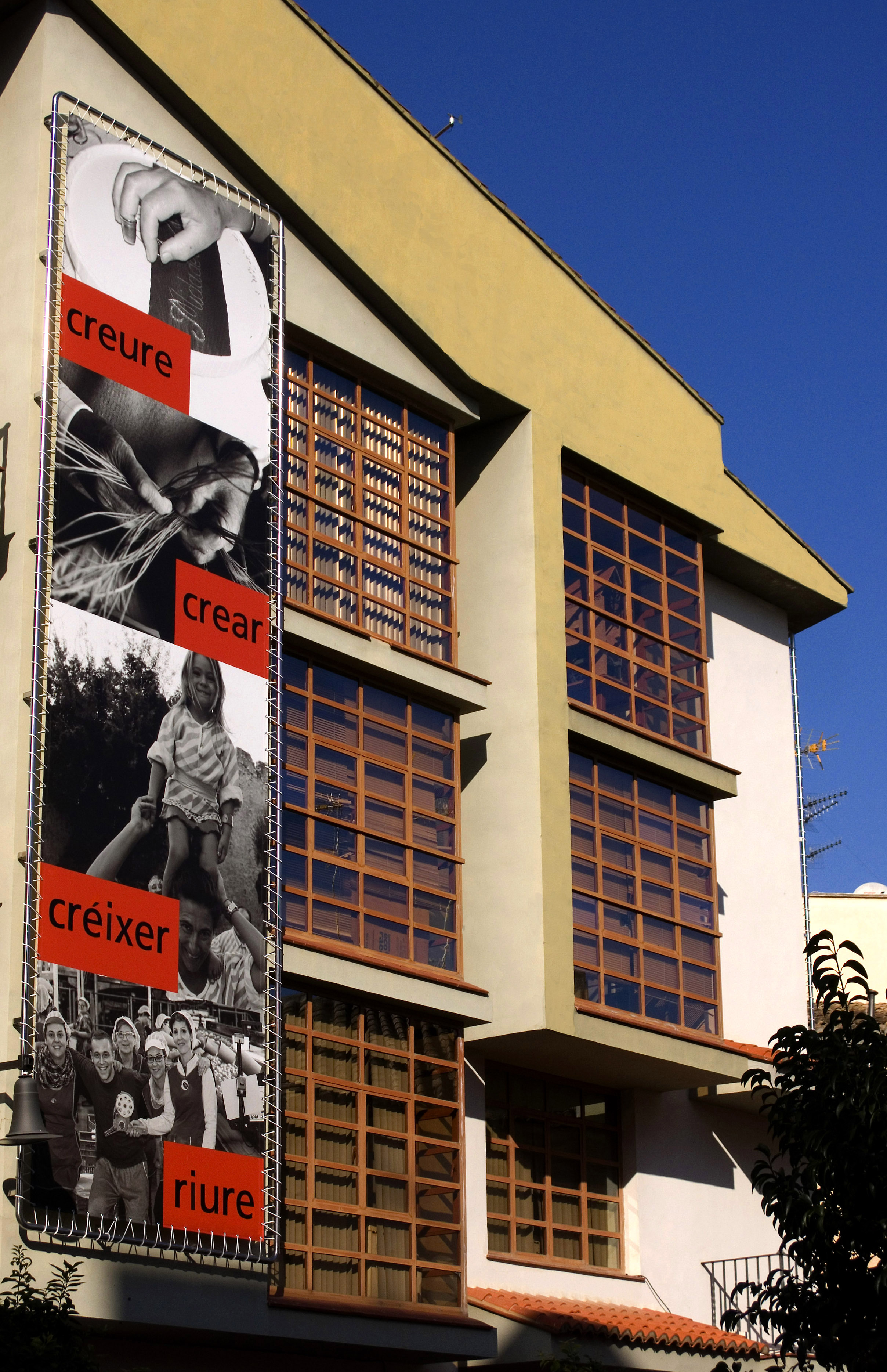
Ville

L'Alcúdia, en valencien et officiellement, (Alcudia de Carlet en castillan), est une commune de la province de Valence, dans la Communauté valencienne, en Espagne. Elle est située dans la comarque de la Ribera Alta et dans la zone à prédominance linguistique valencienne. Sa population s'élevait à 11 563 habitants en 2013.
En 2024, elle est gravement touchée par des inondations.

## Géographie

Localisation de L'Alcúdia
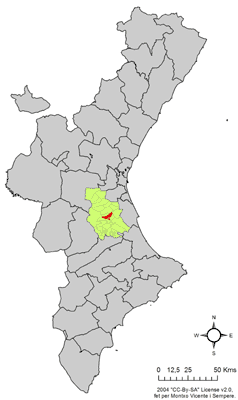
dans la Communauté valencienne.
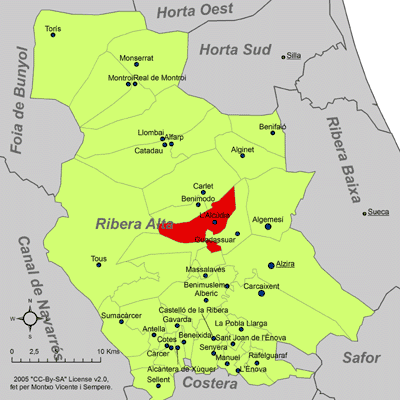
dans la comarque de la Ribera Alta.

### Localités limitrophes
Le territoire municipal de l'Alcúdia est voisin de celui des communes suivantes :
Benimodo, Carlet, Guadassuar, Massalavés et Tous, toutes situées dans la province de Valence.

### Infrastructures et voies d'accès
La commune de L'Alcúdia (Valence) est desservie par la ligne 1 du métro de Valence.

## Démographie
| 1990   | 1992   | 1994   | 1996   | 1998   | 2000   | 2002   | 2004   | 2005   | 2006   | 2007   |
| ------ | ------ | ------ | ------ | ------ | ------ | ------ | ------ | ------ | ------ | ------ |
| 10 313 | 10 584 | 10 648 | 10 511 | 10 455 | 10 584 | 10 692 | 10 654 | 10 838 | 11 005 | 11 400 |

## Administration
Liste des maires, depuis les premières élections démocratiques.
| Législature | Nom du Maire              | Parti politique |
| ----------- | ------------------------- | --------------- |
| 1979-1983   | Celio Crespo i Almela     | PSPV-PSOE       |
| 1983-1987   | Celio Crespo i Almela     | PSPV-PSOE       |
| 1987-1991   | Celio Crespo i Almela     | PSPV-PSOE       |
| 1991-1995   | Francesc Signes i Núñez   | PSPV-PSOE       |
| 1995-1999   | Francesc Signes i Núñez   | PSPV-PSOE       |
| 1999-2003   | Francesc Signes i Núñez   | PSPV-PSOE       |
| 2003-2007   | Francesc Signes i Núñez   | PSPV-PSOE       |
| 2007-2011   | Robert Martínez Correcher | PSPV-PSOE       |

## Jumelages
- Bollène (France)[4] depuis 1994.

### Sources
- (es) Cet article est partiellement ou en totalité issu de l’article de Wikipédia en espagnol intitulé « La Alcudia (Valencia) » (voir la liste des auteurs).
- (es) Varaciones de los municipios de España desde 1842, Ministerio de administraciones públicas, octobre 2008, 364 p. (lire en ligne) [PDF]